# Welschtobelbach
Der Welschtobelbach ist ein Wildbach in den Plessur-Alpen im Kanton Graubünden. Er ist ein steiles, mittleres Fliessgewässer der montanen, karbonatischen Zentralalpen. Er entspringt im oberen Welschtobel in der Region Albula und mündet bei Arosa in der Region Plessur von rechts in die Plessur. Er entwässert einen Teil des Einzugsgebiets des Alpenrheins.

## Geographie

### Verlauf
Die Quelle des Welschtobelbachs befindet sich auf einer Höhe von etwa 2494 m ü. M. im westlichen Abschnitt der Alp Ramoz, die auf der obersten Talstufe des Welschtobels liegt. Der Bach beginnt unterhalb des ausgedehnten Schutthanges unter dem Grat zwischen dem Aroser Rothorn und der Pizza Naira. 400 Meter südöstlich der Quelle führt der Wanderweg aus dem Welschtobel über den Sattel der Furcletta in das Albulatal.
Der Bergbach fliesst nach der kurzen ersten Strecke über die flache Landschaftsterrasse in den Ramozsee und verlässt diesen in zwei Bachläufen, die getrennt voneinander über den Hang zur nächsten Talstufe hinunterfliessen und sich dort wieder vereinigen. Im Gebiet der fast zwei Quadratkilometer grossen Alp Ramoz, wo er nahe an der Ramozhütte des Schweizer Alpen-Clubs (SAC) vorbeifliesst, und im Tobel von Schiliez nimmt der Welschtobelbach mehrere weitere Quellbäche auf. Danach fliesst er mit starkem Gefälle durch das etwa vier Kilometer lange, enge Kerbtal gegen Nordosten. Zwei Kilometer südlich von Arosa mündet von rechts der Alteinbach in den Welschtobelbach. An dieser Stelle verlässt der Welschtobelbach das Gemeindegebiet von Albula/Alvra und erreicht das Gebiet von Arosa.

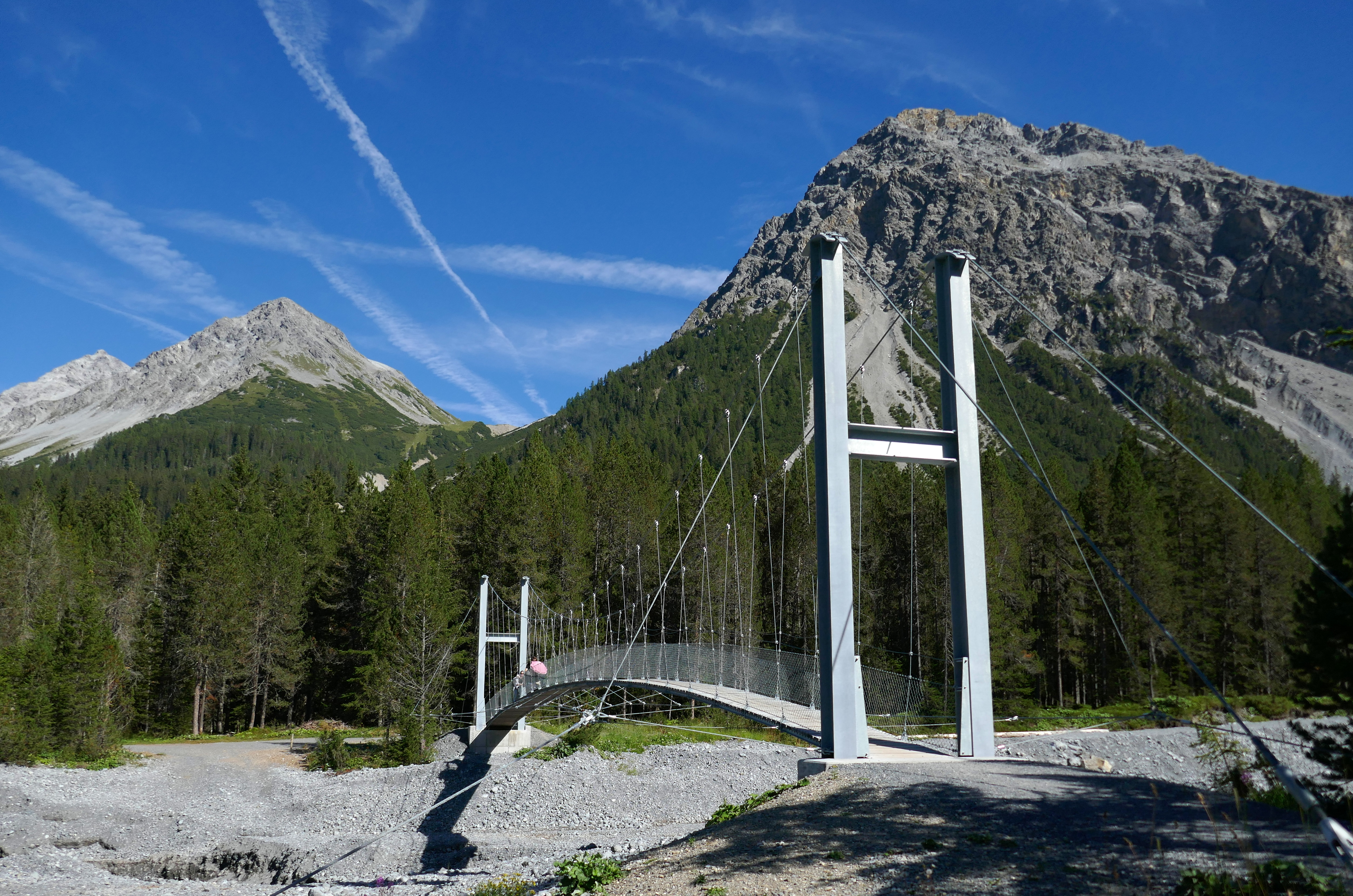
Hängebrücke Isel über den Welschtobelbach

Nach dem letzten Engnis zwischen dem Schiesshorn im Osten und dem Bergvorsprung Schafrügg im Westen fliesst der Wildbach auf dem letzten Abschnitt seines Verlaufs bei Isel gegen Norden über einen breiten Schwemmfächer im Plessurtal. Die wilde Geröll- und Kieslandschaft von mehr als einem Kilometer Länge ist im Bundesinventar der Auengebiete von nationaler Bedeutung verzeichnet.
Vor der Mündung des Welschtobelbachs in die Plessur überspannt eine Hängebrücke den Wildbach.
Der Welschtobelbach mündet schliesslich aus dem Süden kommend bei Arosa auf einer Höhe von ungefähr 1612 m ü. M. von rechts in die aus dem Westen heranziehende Plessur.
Der etwa 8,7 km lange Lauf des Welschtobelbachs endet ungefähr 882 Höhenmeter unterhalb seiner Quelle, er hat somit ein mittleres Sohlgefälle von etwa 10 %.

### Einzugsgebiet
Das 22,42 km² grosse Einzugsgebiet des Welschtobelbachs liegt im Schanfigg in den Plessur-Alpen und wird durch ihn über die Plessur und den Rhein zur Nordsee entwässert.
Es grenzt
- im Südosten an das Einzugsgebiet des Landwassers, das in die Albula mündet;
- im Süden an das der Albula, die über den Hinterrhein in den Rhein entwässert;
- im Westen an das der Aua da Sanaspan, die über den Rain digl Lai in die Albula entwässert, und
- im Nordwesten an das der Plessur.

Das Einzugsgebiet besteht zu 9,5 % aus bestockter Fläche, zu 28,1 % aus Landwirtschaftsfläche und zu 62,4 % aus unproduktiven Flächen.
Die Flächenverteilung
Die mittlere Höhe des Einzugsgebietes beträgt 2336,9 m ü. M.

### Zuflüsse
- Murtenrus (rechts), 1,7 km, 1,9 km²
- Alteinbach (rechts), 4,0 km, 6,26 km², 230 l/s

## Hydrologie
An der Mündung des Welschtobelbachs in die Plessur beträgt seine modellierte mittlere Abflussmenge (MQ) 820 l/s, und sein Abflussregimetyp ist nival alpin.
Der modellierte monatliche mittlere Abfluss (MQ) des Welschtobelbachs in l/s